# 사포드 교육구 대 레딩 사건
사포드 교육구 대 레딩 사건(Safford Unified School District v. Redding)은 미국 연방 대법원의 유명한 판례이다. 학교에서 학생수색권리에 관한 판례이다.

## 개요
사포드 학군 중학교(미국 애리조나주 소재)는 여학생인 사바나 레딩(Savana Redding)이 다른 학생에게 진통제인 이부프로펜 400밀리그램과 나프록센 200밀리그램을 주었다는 제보를 받았다. 학교측에서는 처음 레딩양의 소지품을 검사하였고 나중에는 그녀의 옷을 다벗기고 브래지어를 벗기고 털며 바지와 속옷등을 검사하였다. 학교측은 아무것도 발견하지 못하였고 레딩은 이를 이유로 소송을 제기하였다.

## 같이 보기
- 미국 헌법 수정조항 제4조